# Phyllophilopsis longipes
Phyllophilopsis longipes är en tvåvingeart som först beskrevs av Townsend 1919.  Phyllophilopsis longipes ingår i släktet Phyllophilopsis och familjen parasitflugor.
Artens utbredningsområde är Peru. Inga underarter finns listade i Catalogue of Life.